# Amkoullel
Issiaka Bâ, dit Amkoullel (né le 5 juin 1979) est un rappeur et animateur de télévision malien. Il s’est imposé comme l’un des rappeurs les plus doués de sa génération au Mali en positivant l’image de l’Afrique par la culture. En plus de son fort engagement social, il tire son originalité du fait qu'il a créé son propre style de hip hop en live, mélangeant instruments traditionnels (kora, djembé, tama, n'goni, etc) aux sonorités urbaines et actuelles[pas clair].

## Biographie
Amkoullel commence sa carrière de rappeur en 1993 en montant sur scène avec le groupe Smooth Movers. Avec Alien D, il crée le groupe Kuma Guerya. Il rencontre et collabore avec de nombreux artistes comme Alpha Blondy, Lobi Traoré ou Tiken Jah Fakoly
Il poursuit des études de droit, et continue à rapper. En 2002, il sort un premier album Infaculté. Deux autres albums suivront en 2003 Sourafin et en 2007 Waati Sera.
S’ouvrant sur d’autres styles musicaux, il intègre la troupe de Cheick Tidiane Seck.
En 2007, il obtient le Tamani du meilleur groupe de rap aux Trophées de la musique au Mali.
En 2008, il anime l’émission de télévision Case Sanga 2 sur la chaîne Africable.  
En 2009, il obtient trois trophées au Mali Hip Hop Award : meilleur single, meilleur clip et meilleur featuring de l'année.
Ne Ka Mali !! sort en 2010. Il crée le premier spectacle de Koterap BAMA SABA avec les deux autres fondateurs du Hip Hop malien King Massassy et Ramses du groupe mythique Tata Pound, qui est lancé au festival d’Avignon. 
2011 est l’année de l’internationalisation avec une tournée américaine et européenne.
En 2012 il crée le Festival International de Sélingué : Urban Music and Mode dont il est également le directeur artistique et exécutif. Ce festival compte la participation d'artistes internationaux maliens tels que Salif Keita, Oumou Sangaré, Cheick Tidiane Seck et le célèbre batteur américain Will Calhoun. 
À la suite du coup d’État militaire du 22 mars [Quand ?]au Mali, Amkoullel participe activement, au sein du collectif "Plus Jamais ça !" , à des actions et campagne de sensibilisation pour dénoncer les atteintes portées à la constitution et à la démocratie dans son pays. Cela lui a même valu la censure de son clip S.O.S et des menaces de mort téléphoniques. En avril 2012, il est sélectionné comme finaliste dans le projet de ROLEX (Rolex Mentor and Arts Initiative) et est invité à rencontrer Gilberto Gil au Brésil à Rio de Janeiro.
En 2013, après la sortie de son nouvel album AFRIQUE SOLEIL NOUVEAU, il lance le projet « UN » pour le Mali en réunissant des artistes tels que Oxmo Puccino, Inna Modja, Féfé du groupe Saïan Supa Crew, Doudou Masta, Cheick Tidiane Seck, Paco Séry, King Massassy, Rouda et Lyord du 129H, Rim, Elie Guillou, Camille Richard, Ousko du groupe Smod, Abba, Ramsès du groupe Tata Pound, Guimba et Tantie Kouyaté (enfants de la diva Mah Damba et choriste de Amadou et Mariam), Lélé, Toya, etc.

## Un rap engagé
Amkoullel est un rappeur engagé. Ses textes défendent des positions affirmées contre l’ignorance dans Infaculté, ou l’image dévalorisante qu’ont les africains d’eux-mêmes dans Waati Sera. 
Amkoullel est aussi un entrepreneur culturel et social. Il a créé la première école de danse hip-hop du Mali et l’Association Hip-Hop Mali.

## Discographie
- 2002 : Infaculté
- 2003 : Sourafin
- 2007 : Waati Sera     Videos Pompiers, Nene, Farafina (video primée)
- 2010 : Ne Ka Mali!!   Videos Kalan, Sinin, Melekenin, Soirées à Bamako
- 2013 : AFRIQUE SOLEIL NOUVEAU